# اطوار بهجت
اطوار بهجت (به عربی: أطوار بهجت‎؛ ۷ ژوئن ۱۹۷۶ – ۲۲ فوریه ۲۰۰۶) یک خبرنگار عراقی بود. او در ابتدا به عنوان گزارشگر برای تلویزیون دولتی عراق تحت رژیم صدام حسین فعالیت می‌کرد، اما پس از حمله ایالات متحده به عراق، به یک خبرنگار محبوب تلویزیونی برای شبکه‌های الجزیره و سپس العربیه تبدیل شد.
در تاریخ ۲۲ فوریه ۲۰۰۶، اطوار بهجت همراه با همکارانش عدنان الدلیمی و خالد الفلاحی در حالی که در حال پوشش خبری در سامرا بودند، هدف گلوله قرار گرفته و کشته شدند.

## زندگی و حرفه
بهجت در سامرا به دنیا آمد. مادرش شیعه و پدرش سنی بود. او کار خود را به عنوان گزارشگر در بخش فرهنگ تلویزیون ماهواره‌ای عراق در زمان رژیم صدام حسین آغاز کرد.
پس از حمله ایالات متحده به عراق، اطوار بهجت کار خود را در شبکه الجزیره آغاز کرد. در ابتدا به پوشش اخبار فرهنگی منصوب شد، اما با پشتکار در گزارشگری، به پوشش اخبار سیاسی شورای حکومتی عراق نیز پرداخت. او اولین کسی بود که از صحنه غارت موزه ملی عراق در سال ۲۰۰۳ گزارش داد. در یک مورد دیگر، او توسط نیروهای نظامی ایالات متحده به مدت یک شبانه روز بازداشت شد. بعد از این او توانست سردبیران خود را متقاعد کند تا او را برای پوشش درگیری‌های سال ۲۰۰۴ در نجف به ان شهراعزام کنند. در آنجا آواز بالای ساختمانها به‌طور زنده گزارش می‌کرد واین کار را حتی پس از آنکه همکارش رشید والی در اثر تیراندازی نیروهای آمریکایی در بالای ساختمانی کشته شد ادامه داد.
سه هفته پایانی زندگی‌اش را به عنوان گزارشگر تلویزیونی برای شبکه العربیه گذراند. پیش از مرگش، او یکی از مشهورترین گزارشگران تلویزیونی در کشور بود.

## ترور
در ۲۲ فوریه ۲۰۰۶، حرم عسکریین در سامرا هدف یک حملهٔ بمب‌گذاری قرار گرفت که باعث بروز موجی از خشونت‌های انتقامی میان سنی‌ها و شیعیان شد. اطوار بهجت سردبیران خود را متقاعد کرد که به او اجازه دهند برای پوشش این رویداد به محل حادثه سفر کند.
بهجت به همراه یک گروه چهار نفره در حال پخش زنده از خارج شهر سامرا بود. آن‌ها در میان جمعیتی از مردم غیرنظامی قرار داشتند که ناگهان، بر اساس گفته‌های تنها بازماندهٔ تیم، دو فرد مسلح سوار بر یک وانت از راه رسیدند و با شلیک تیرهای هوایی، مردم را پراکنده کردند. یکی از مهاجمان فریاد زد: «ما خبرنگار را می‌خواهیم» و بلافاصله هر دو نفر شروع به تیراندازی سنگین به سمت خبرنگاران کردند. اعضای تیم سعی کردند فرار کنند، اما در حین فرار مورد اصابت گلوله قرار گرفتند.
دربارهٔ این جنایت و اینکه مرتکبین آنچه کسانی بودند گزارش‌های ضد ونقیضی داده شده است. بیانیه‌ها و مواضع رسمی دولت دربارهٔ آنچه بعد از این اتفاق افتاد و اینکه عاملان این جنایت چه کسانی بودند، دریک دههٔ گذشته سه بار تغییر کرده است و همچنان با اعتراض شدید خانوادهٔ اطوار بهجت و خانواده‌های همکاران او روبرو است.
طبق بیانیه رسمی دولت، سه تن اعضای گروه خبری، بهجت، دلیمی و فلاحی توسط سه برادر سنی—یاسر، عبدالله و محسن الطاخی—ربوده شده و به یک خیابان فرعی منتقل شدند. در آنجا، محسن و عبدالله، دلیمی و فلاحی را به ضرب گلوله کشتند و یاسر بهجت را مورد تجاوز قرار داده و سپس او را نیز به قتل رساند. اجساد قربانیان بعداً در همان روز پیدا شد.
با این حال، خانواده‌های قربانیان که اجساد را از سامرا تحویل گرفته و با تنها بازمانده و پلیس محلی مصاحبه کرده‌اند، می‌گویند روایت دولت با شهادت شاهدان عینی و گزارش‌های پزشکی تناقض دارد. آن‌ها به‌طور قاطع اعلام کرده‌اند که اطوار بهجت مورد تجاوز قرار نگرفته است و معتقدند این فاجعه با اهداف سیاسی برای تشدید شکاف‌های داخلی در عراق مورد سوءاستفاده قرار گرفته است.
در ۲۵ فوریه، جمعیتی که در حال اجرای مراسم تشییع جنازهٔ اطوار بهجت بودند دو بار مورد حمله قرار گرفت. ابتدا، افراد مسلح به سوی نیروهای کماندوی وزارت کشور که تشییع کنندگان را همراهی می‌کردند، تیراندازی کردند. سپس، هنگام بازگشت کاروان از گورستان، یک بمب کنار جاده‌ای که نیروهای کماندو را هدف قرار داده بود، منفجر شد. در این حملات، دست‌کم سه نیروی امنیتی کشته و چهار نفر دیگر مجروح شدند.

## تحقیقات
در ۷ مه ۲۰۰۶، روزنامهٔ ساندی تایمز بریتانیا مقاله‌ای به قلم هاله جابر منتشر کرد که در آن فیلمی را که گفته می‌شد در صحنه از اطوار بهجت گرفته شده است را توضیح می‌داد که در آن، او را مجبور به برهنه شدن کرده و سپس سرش را از بدن جدا می‌کنند. بعدها اما مشخص شد که این ویدیو در واقع مربوط به قتل یک مرد نپالی توسط گروه انصارالسنه در اوت ۲۰۰۴ بوده است. در ۲۸ مه ۲۰۰۶، ساندی تایمز این گزارش را پس گرفت و اعلام کرد که قربانی یک فریب رسانه‌ای شده است.
در سال ۲۰۰۹، یاسر الطاخی همراه با برادرانش دستگیر شد و تحت فشار مجبور به ضبط اعتراف تلویزیونی به تجاوز و قتل اطوار بهجت شد. این اعتراف از تلویزیون عراق پخش شد. وی در دادگاهی که از سوی سازمان عفو بین‌الملل به دلیل عدم رعایت استانداردهای بین‌المللی و استفادهٔ دولت عراق از شکنجه برای گرفتن اعتراف مورد انتقاد قرار گرفت، به اعدام محکوم شد.
در ۱۶ نوامبر ۲۰۱۱، حکم اعدام الطاخی اجرا شد.

## تقدیر پس از مرگ
در سال ۲۰۰۶، کمیته حفاظت از روزنامه‌نگاران جایزهٔ بین‌المللی آزادی رسانه‌ها را به اطوار بهجت اهدا کرد.
همچنین، بنیاد نیمن برای روزنامه‌نگاری در دانشگاه هاروارد از او تقدیر کرد و جایزهٔ لوئیس لیونز را به وی اختصاص داد.
میگان کی. استک در کتابش «هر مردی در این روستا یک دروغگو است: آموزشی در جنگ»، که در سال ۲۰۱۰ نامزد جایزهٔ ملی کتاب آمریکا در بخش غیرداستانی شد، بخشی را به اطوار بهجت اختصاص داده است.